# 亞洲友好城市或姐妹城市列表
以下為亞洲國家城市與各個城市結為友好城市或姐妹城市之列表。通常他們會被稱為「友好城市」（通常在歐洲）或者「姐妹城市」（通常在其他地方）。儘管大部分包括的地方為城鎮，但該列表還包括具有相似聯繫的村、市、區和縣。

## 阿富汗
阿薩達巴德
- 美國聯合市

加茲尼
- 美國海沃德[2]
- 伊朗內沙布爾[3]

赫拉特
- 美國康瑟尔布拉夫斯[4]
- 伊朗內沙布爾[3]

賈拉拉巴德
- 美國聖地牙哥[5]

喀布爾
- 土耳其安卡拉[6]
- 俄羅斯喀山[7]

坎大哈
- 美國康瑟尔布拉夫斯

馬扎里沙里夫
- 塔吉克杜尚别[8]
- 伊朗馬什哈德[9]

## 巴林
麦纳麦
- 土耳其安卡拉[6]
- 巴基斯坦卡拉奇[10]

## 汶萊
斯里巴加湾市
- 中華人民共和國南京市

## 柬埔寨
金邊
- 泰國曼谷[12]
- 中華人民共和國北京市[13]
- 南韓釜山廣域市[14]
- 中華人民共和國重慶市[15]
- 越南河內市[16]
- 中華人民共和國合肥市[17]
- 越南胡志明市[18]
- 南韓仁川廣域市[19]
- 日本北九州市[20]
- 中華人民共和國昆明市[21]
- 美國長灘[22]
- 美國洛厄尔[23]
- 中華人民共和國上海市[24]
- 中華人民共和國深圳市[25]

西哈努克省
- 愛沙尼亞馬爾杜[26]
- 中華人民共和國南寧市[27]
- 美國西雅圖[28]

## 東帝汶
帝力
- 葡萄牙科英布拉[29]
- 澳洲達爾文[30]
- 中國澳門[31]

## 哈薩克
阿克托别
- 中華人民共和國克拉瑪依市[32]
- 俄羅斯奧倫堡[33]

阿拉木圖
- 埃及亞歷山卓[35]
- 吉爾吉斯比什凯克[36]
- 南韓大邱廣域市
- 越南胡志明市[18]
- 土耳其伊斯坦堡
- 沙烏地阿拉伯吉達
- 土耳其馬拉蒂亞[37]
- 義大利摩德納[38]
- 俄羅斯莫斯科
- 法國雷恩
- 拉脫維亞里加
- 阿根廷羅薩里奧[39]
- 俄羅斯聖彼得堡
- 哥斯大黎加聖荷西[40]
- 烏茲別克塔什干
- 以色列特拉維夫
- 美國图森
- 中華人民共和國烏魯木齊市
- 立陶宛維爾紐斯

卡拉干達
- 羅馬尼亞克盧日-納波卡
- 南韓松坡區

庫斯塔奈
- 英國英格蘭柯克利斯（英语：Kirklees）

克孜勒奧爾達
- 美國阿瓦達
- 土耳其博盧
- 土耳其布爾薩

努爾蘇丹
- 約旦安曼
- 土耳其安卡拉
- 土庫曼阿什哈巴德
- 泰國曼谷
- 中華人民共和國北京市
- 吉爾吉斯比斯凱克
- 敘利亞大馬士革
- 波蘭格但斯克
- 越南河內市
- 巴基斯坦伊斯蘭瑪巴德
- 俄羅斯喀山
- 烏克蘭基輔
- 俄羅斯莫斯科
- 法國尼斯
- 芬蘭奧盧
- 馬來西亞布城
- 拉脫維亞里加
- 俄羅斯聖彼得堡
- 南韓首爾特別市
- 烏茲別克塔什干
- 喬治亞提比里斯
- 俄羅斯烏法
- 蒙古烏蘭巴托市
- 土耳其烏沙克
- 立陶宛維爾紐斯
- 波蘭華沙

烏拉爾
- 俄羅斯科斯特羅馬[45]
- 土耳其馬尼薩[46]
- 俄羅斯奧倫堡[33]
- 捷克俄斯特拉发[47]

奧斯卡曼
- 白俄羅斯博布鲁伊斯克[34]
- 俄羅斯巴爾瑙爾[48]
- 中華人民共和國塔城市[32]

彼得羅巴甫爾
- 俄羅斯鄂木斯克

奇姆肯特
- 希臘阿哈尔奈斯
- 中華人民共和國白銀市
- 塔吉克苦盞
- 泰國芭達雅
- 英國英格蘭斯蒂夫尼奇

## 科威特
艾哈邁迪省
- 越南胡志明市[18]

科威特市
- 土耳其安卡拉[6]
- 義大利佛羅倫斯[50]
- 土耳其加濟安泰普[51]
- 中華人民共和國廣州市[52]
- 伊朗伊斯法罕[53]
- 墨西哥墨西哥城[54]
- 阿根廷羅薩里奧[39]
- 波赫塞拉耶佛[55]
- 突尼西亞[56]

## 吉爾吉斯
比斯凱克
- 哈薩克阿拉木圖
- 土耳其安卡拉[6]
- 土庫曼阿什哈巴德[58]
- 美國科罗拉多斯普林斯[59]
- 卡達杜哈
- 南韓龜尾市
- 土耳其伊茲密爾
- 烏克蘭基輔[60]
- 中華人民共和國連雲港市[61]
- 哈薩克努爾蘇丹
- 伊朗加茲溫
- 土耳其薩姆松[62]
- 中華人民共和國深圳市[63]
- 烏茲別克塔什干[64]
- 伊朗德黑蘭
- 土耳其特拉布宗[65]
- 俄羅斯烏法
- 中華人民共和國烏魯木齊市[32]
- 中華人民共和國武漢市
- 中華人民共和國銀川市[66]

烏茲根
- 土耳其博盧[42]
- 土耳其耶爾德勒姆（英语：Yıldırım, Bursa）[67]

## 寮國
占巴塞省
- 越南峴港市[68]
- 越南胡志明市[18]
- 中華人民共和國南寧市[27]

琅勃拉邦省
- 中華人民共和國成都市

永珍
- 中華人民共和國北京市[13]
- 美國埃爾金[70]
- 越南胡志明市[18]
- 中華人民共和國昆明市[21]

## 黎巴嫩
貝魯特
- 敘利亞阿勒坡[71]
- 阿拉伯聯合大公國杜拜[72]
- 土耳其伊斯坦堡[73]
- 巴基斯坦卡拉奇[10]
- 美國洛杉磯[74]
- 巴西里約熱內盧[75]
- 亞美尼亞葉里溫[76]

## 馬爾地夫
馬累
- 斯里蘭卡可倫坡[77]
- 中華人民共和國蘇州市[78]

## 蒙古
達爾汗
- 保加利亞季米特洛夫格勒市
- 美國歐文
- 匈牙利考波什堡
- 俄羅斯烏蘭烏德[80]
- 德國蔡茨[81]

額爾登特
- 土耳其埃德雷米特[82]
- 美國費爾班克斯[83]
- 匈牙利塞克什白堡[84]
- 俄羅斯烏蘭烏德[80]

哈爾霍林
- 土耳其博盧

烏蘭巴托市
- 土耳其安卡拉[6]
- 泰國曼谷
- 中華人民共和國北京市
- 德國波恩[86]
- 美國丹佛[87]
- 俄羅斯艾利斯塔
- 土耳其加濟安泰普[51]
- 中華人民共和國海口市[88]
- 中華人民共和國呼和浩特市[89]
- 南韓仁川廣域市
- 俄羅斯伊爾庫次克
- 俄羅斯喀山
- 俄羅斯克拉斯諾亞爾斯克[90]
- 愛沙尼亞馬爾杜[91]
- 俄羅斯莫斯科
- 俄羅斯新西伯利亞
- 哈薩克努爾蘇丹
- 北韓平壤市
- 南韓首爾特別市
- 保加利亞斯特雷爾恰市鎮[92]
- 中華民國臺北市[93]
- 中華人民共和國天津市
- 俄羅斯烏蘭烏德
- 中華人民共和國銀川市[94]

## 緬甸
曼德勒
- 中華人民共和國昆明市

仰光
- 南韓釜山廣域市[14]
- 中華人民共和國海口市[95]
- 越南胡志明市[18]
- 尼泊爾加德滿都[96]
- 中華人民共和國昆明市[21]
- 中華人民共和國南寧市[27]
- 菲律賓奎松市[97]
- 中華人民共和國揚州市[98]

## 尼泊爾
婆羅多布爾
- 格爾木市

廓爾喀
- 英國英格蘭拉什穆爾（英语：Rushmoor）

印卓提
- 美國澤西市

賈納克普爾
- 印度阿約提亞

加德滿都
- 美國波德
- 中華人民共和國成都市
- 美國尤金
- 美國弗雷德里克斯堡
- 中華人民共和國拉薩市
- 日本松本市
- 北韓平壤市
- 美國羅徹斯特
- 印度瓦拉納西
- 中華人民共和國西安市
- 緬甸仰光

博卡拉
- 中華人民共和國廣州市
- 中華人民共和國昆明市
- 中華人民共和國林芝市
- 土耳其王子島群[103]

錫陀塔那迦
- 中華人民共和國寶雞市

## 北韓
清津市
- 中華人民共和國長春市

海州市
- 俄羅斯烏蘭烏德

咸興市
- 中華人民共和國上海市

開城市
- 祕魯庫斯科

南浦市
- 俄羅斯聖彼得堡[106]
- 中華人民共和國威海市[107]

平城市
- 保加利亞佩爾尼克市鎮

平壤市
- 伊拉克巴格達
- 泰國清邁
- 阿拉伯聯合大公國杜拜
- 印尼雅加達
- 尼泊爾加德滿都
- 俄羅斯莫斯科
- 中華人民共和國天津市
- 蒙古烏蘭巴托市

沙里院市
- 巴基斯坦拉合爾

元山市
- 墨西哥普埃布拉[110]
- 俄羅斯符拉迪沃斯托克[111]

## 阿曼
马斯喀特
- 埃及開羅[112]
- 摩洛哥卡薩布蘭卡[113]
- 突尼西亞[56]

## 卡達
杜哈
- 土耳其安卡拉[6]
- 甘比亞班竹[114]
- 中華人民共和國北京市[13]
- 巴勒斯坦貝特薩胡爾（英语：Beit Sahour）[115]
- 吉爾吉斯比斯凱克[57]
- 美國查爾斯頓[116]
- 委內瑞拉解放者玻利瓦爾市[117]
- 西班牙馬貝拉[118]
- 索馬利亞摩加迪休[119]
- 賽普勒斯尼古西亞[120]
- 模西里斯路易港[121]
- 厄瓜多基多[122]
- 薩爾瓦多聖薩爾瓦多[123]
- 波赫塞拉耶佛[55]
- 保加利亞索非亞[124]
- 喬治亞第比利斯[125]
- 阿爾巴尼亞地拉那[126]
- 突尼西亞[127]

## 沙烏地阿拉伯
吉達
- 哈薩克阿拉木圖[34]
- 亞塞拜然巴庫[128]
- 土耳其伊斯坦堡[73]
- 印尼雅加達[129]
- 巴基斯坦卡拉奇[130]
- 馬來西亞古晉[131]
- 西班牙馬貝拉[132]
- 阿爾及利亞瓦赫蘭[133]
- 保加利亞普羅夫迪夫[134]
- 中華民國臺北市[93]

## 斯里蘭卡
可倫坡
- 馬爾地夫馬累[77]
- 俄羅斯聖彼得堡[106]
- 中華人民共和國上海市[24]

加勒
- 荷蘭費爾森

漢班托塔
- 中華人民共和國廣州市

賈夫納
- 英國英格蘭泰晤士河畔京士頓區[136]
- 美國斯特靈海茨[137]

莫拉圖瓦
- 日本吹田市

努沃勒埃利耶
- 俄羅斯維德諾耶
- 日本宇治市
- 中華人民共和國揚州市

波隆納魯瓦
- 中華人民共和國昆明市

## 敘利亞
阿勒坡
- 黎巴嫩貝魯特
- 土耳其加濟安泰普
- 土耳其基利斯
- 土耳其

大馬士革
- 土耳其安卡拉[6]
- 羅馬尼亞布加勒斯特[141]
- 阿根廷布宜諾斯艾利斯[142]
- 西班牙科爾多瓦[143]
- 阿拉伯聯合大公國杜拜[72]
- 土耳其伊斯坦堡[73]
- 哈薩克努爾蘇丹[43]
- 西班牙托萊多[144]
- 亞美尼亞葉里溫[76]

霍姆斯
- 巴西贝洛奥里藏特[145]
- 土耳其開塞利[146]
- 伊朗亞茲德[147]

拉塔基亞
- 土耳其阿菲永卡拉希薩爾[148]
- 烏克蘭雅爾達[149]

## 塔吉克
杜尚别
- 土耳其安卡拉
- 土庫曼阿什哈巴德
- 美國波德
- 中華人民共和國海南省
- 奧地利克拉根福
- 巴基斯坦拉合爾
- 尚比亞路沙卡
- 阿富汗馬扎里沙里夫
- 白俄羅斯明斯克
- 突尼西亞莫納斯提爾
- 中華人民共和國青島市
- 德國羅伊特林根
- 俄羅斯聖彼得堡
- 葉門萨那
- 伊朗設拉子
- 伊朗德黑蘭
- 中華人民共和國烏魯木齊市
- 中華人民共和國廈門市

伊斯塔拉夫尚
- 俄羅斯克拉斯諾亞爾斯克

苦盞
- 亞塞拜然阿格斯塔法
- 美國林肯
- 伊朗內沙布爾[3]
- 烏茲別克撒馬爾罕
- 俄羅斯奧倫堡
- 哈薩克奇姆肯特
- 伊朗大不里士[152]
- 俄羅斯弗拉基米尔[153]

庫洛布
- 伊朗哈馬丹
- 土耳其科尼亞
- 伊朗內沙布爾[3]

## 土庫曼
阿什哈巴德
- 哈薩克阿克套
- 美國阿布奎基
- 土耳其安卡拉
- 希臘雅典
- 馬里巴馬科
- 吉爾吉斯比斯凱克
- 塔吉克杜尚别
- 烏克蘭基輔
- 中華人民共和國蘭州市
- 哈薩克努爾蘇丹
- 烏茲別克塔什干

马雷
- 土耳其伊斯坦堡[73]
- 俄羅斯奧廖爾[58]
- 烏茲別克撒馬爾罕[155]
- 中華人民共和國西安市[156]

土庫曼納巴特
- 土耳其伊茲密爾

## 阿拉伯聯合大公國
阿布達比
- 巴勒斯坦伯利恆[158]
- 澳洲布里斯本[159]
- 埃及開羅[112]
- 美國休士頓[160]
- 西班牙馬德里[161]
- 白俄羅斯明斯克[162]

杜拜
- 約旦安曼
- 黎巴嫩貝魯特
- 南韓釜山廣域市
- 南非開普頓
- 摩洛哥卡薩布蘭卡
- 敘利亞大馬士革
- 美國底特律
- 英國蘇格蘭邓迪
- 德國美茵河畔法蘭克福
- 巴勒斯坦加薩[163]
- 澳洲黃金海岸市
- 中華人民共和國廣州市[52]
- 土耳其伊斯坦堡
- 馬來西亞吉隆坡[164]
- 俄羅斯莫斯科[165]
- 北韓平壤市[109]
- 波多黎各聖胡安[166]
- 薩爾瓦多聖薩爾瓦多
- 中華人民共和國上海市

## 烏茲別克
布哈拉
- 德國波恩
- 西班牙科爾多瓦
- 伊朗哈馬丹[169]
- 土耳其伊茲密爾
- 巴基斯坦拉合爾
- 土耳其馬拉蒂亞
- 伊朗內沙布爾[170]
- 俄羅斯奧列霍沃-祖耶沃
- 法國呂埃-馬爾邁松
- 美國圣菲
- 波蘭斯武普斯克[171]
- 俄羅斯弗拉基米尔[172]
- 土耳其耶爾德勒姆（英语：Yıldırım, Bursa）[173]

撒馬爾罕
- 阿富汗巴爾赫
- 印尼班達亞齊
- 祕魯庫斯科
- 拉脫維亞尤爾馬拉
- 突尼西亞凱魯萬
- 塔吉克苦盞
- 俄羅斯克拉斯諾亞爾斯克
- 巴基斯坦拉合爾
- 比利時列日
- 土庫曼马雷
- 土庫曼梅尔夫
- 墨西哥墨西哥城
- 印度新德里
- 伊朗內沙布爾
- 保加利亞普羅夫迪夫
- 巴西里約熱內盧
- 俄羅斯薩馬拉
- 中華人民共和國西安市

塔什干
- 哈薩克阿拉木圖[34]
- 土耳其安卡拉[6]
- 土庫曼阿什哈巴德[58]
- 德國柏林
- 吉爾吉斯比什凯克
- 埃及開羅[112]
- 烏克蘭第聂伯罗
- 巴基斯坦卡拉奇[10]
- 烏克蘭基輔
- 俄羅斯莫斯科
- 哈薩克努爾蘇丹[43]
- 拉脫維亞里加
- 美國西雅圖
- 南韓首爾特別市
- 中華人民共和國上海市
- 烏克蘭斯維爾德洛夫斯克

## 葉門
亞丁
- 中華人民共和國上海市[24]

萨那
- 土耳其安卡拉[6]
- 埃及開羅, Egypt[112]
- 塔吉克杜尚別[8]
- 伊朗德黑蘭[174]